# Eupithecia albistrigata
Eupithecia albistrigata är en fjärilsart som beskrevs av Fletcher 1958. Eupithecia albistrigata ingår i släktet Eupithecia och familjen mätare. Inga underarter finns listade i Catalogue of Life.